# Diebold Nixdorf
Diebold, Incorporated — виробник комплексних систем самообслуговування та безпеки для банків та інших фінансових установ. Зокрема, компанія виробляє банкомати, сейфи, банківські сховища, торговельні автомати, розроблює програмні засоби з безпеки та управління банкоматами тощо. 
Diebold заснована у 1859 р. як компанія, що виробляє системи безпеки для банків, під назвою "Diebold Bahmann Safe Company". Засновник компанії - Чарльз Діболд, мігрант з Німеччини.
Після корпоратизації у 1876 р. компанія змінила назву на "Diebold Safe & Lock Company".
Під час Другої Світової війни компанія спеціалізувалась на виготовленні броні для танків та броньованих машин.
У 1943 р. компанія, прагнучи відобразити диверсифікацію виробництва, змінює назву на Diebold, Incorporated.  
У 1967 році на конференції з автоматизації, організованої Американською Банківською Асоціацією, Diebold представила прототип багатофункціонального банкомату.
Акції компанії з 1964 року котируються на Нью-Йоркській фондовій біржі під символом DBD.
З 1990 по 1998 р.р. міжнародний бізнес Diebold здійснювала у партнерстві з компанією IBM через спільне підприємство InterBold. В 1998 р. компанія Diebold викупила частку IBM у спільному підприємстві. 
З 1999 року продукція Diebold представлена на світових ринках під власною торговельною маркою.
У 2015 році оголосила про об'єднання з іншим відомим виробником апаратних та програмних рішень для фінансового сектору - компанією Wincor Nixdorf, Німеччина. Процес об'єднання завершився у 2016 р., об'єднана компанія отримала назву Diebold Nixdorf. За оцінками, завдяки об'єднанню Diebold Nixdorf контролює 35% світового ринку банкоматів. 
Цікаво, що у 2001 р. Національний архів США доручив компанії зберігати найцінніші документи держави - зокрема, оригінальні примірники Конституції США, Біллю про права, Декларації про незалежність.

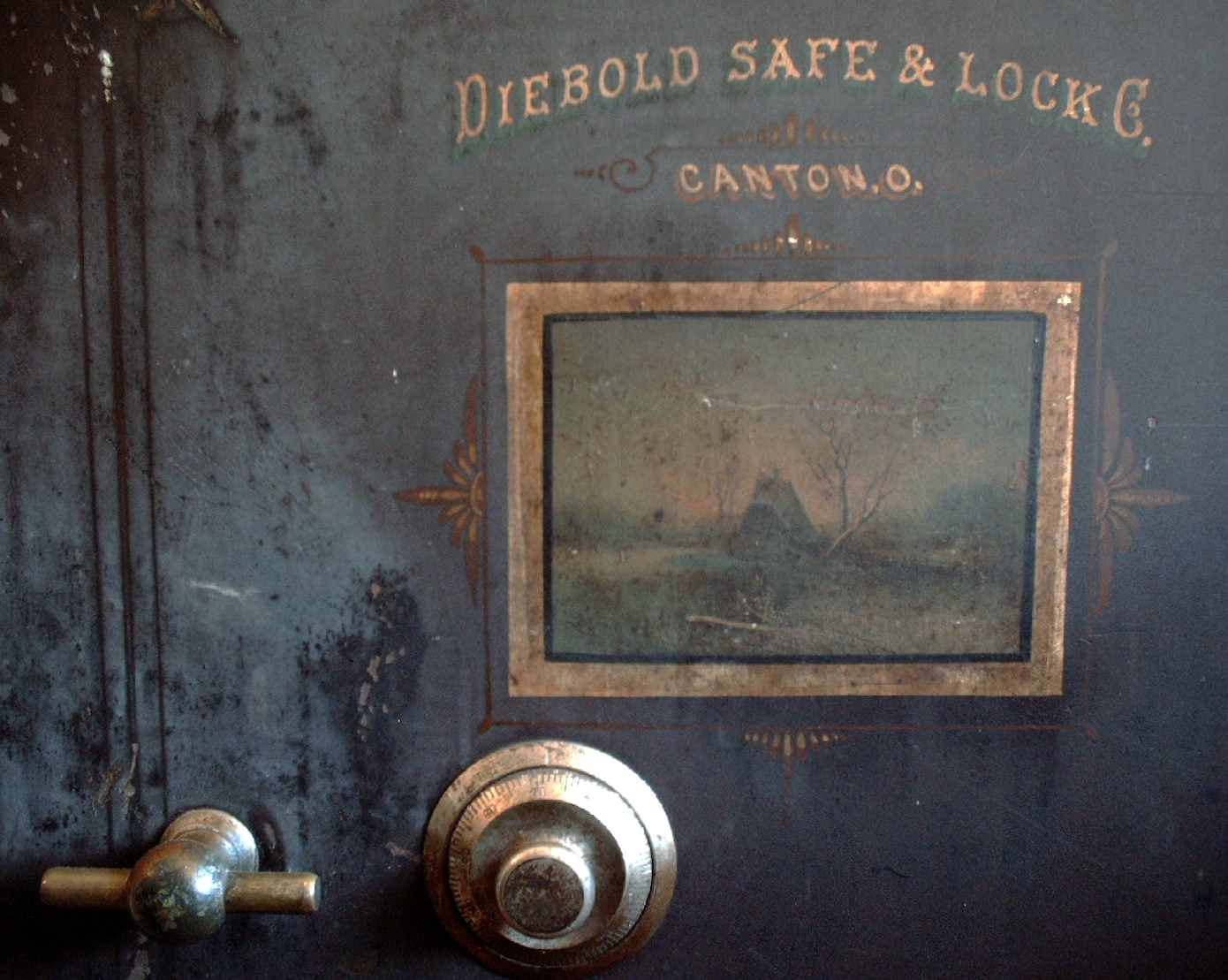
Один з перших сейфів Diebold
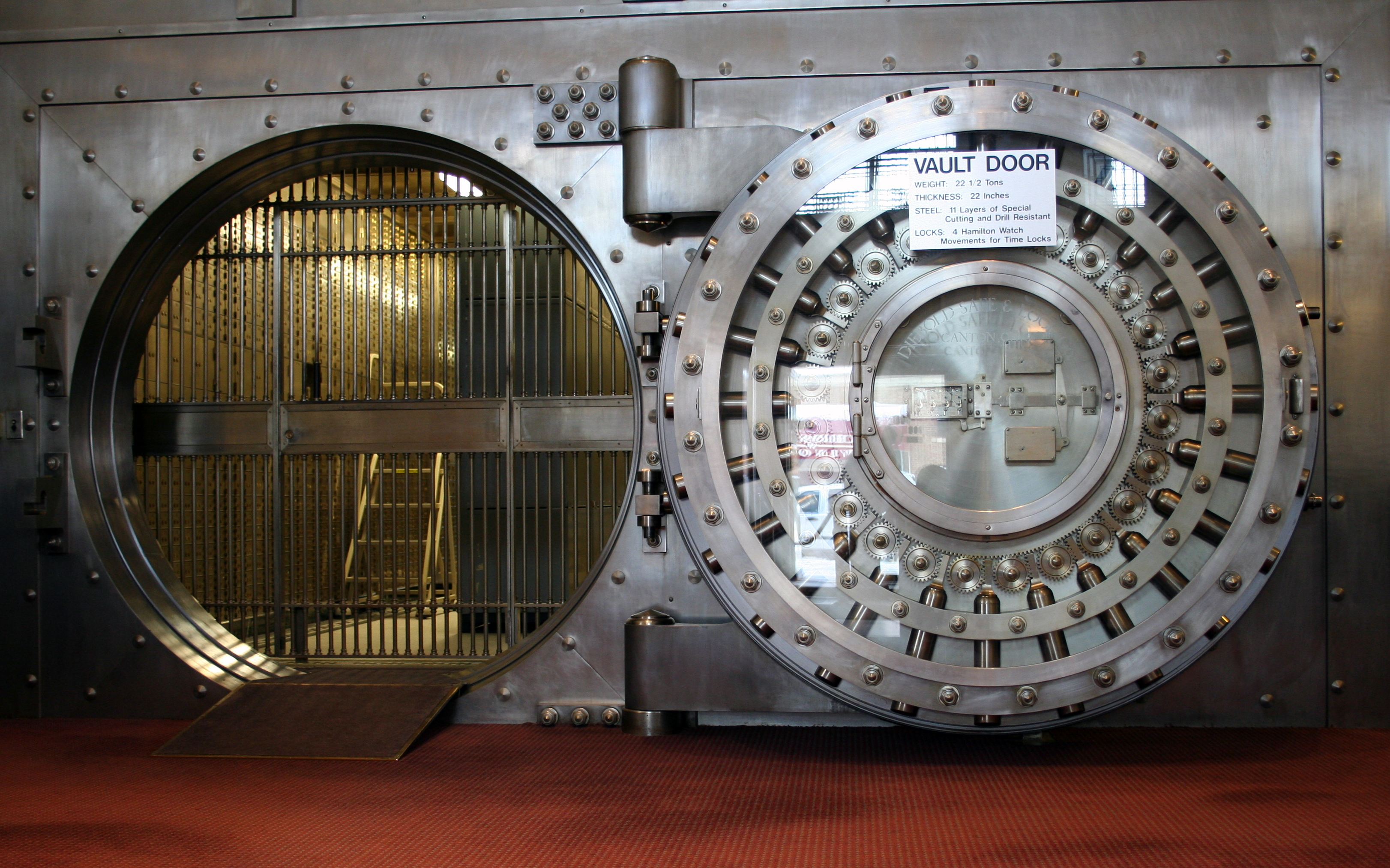
Банківське сховище, виготовлене Diebold на початку 20 ст.
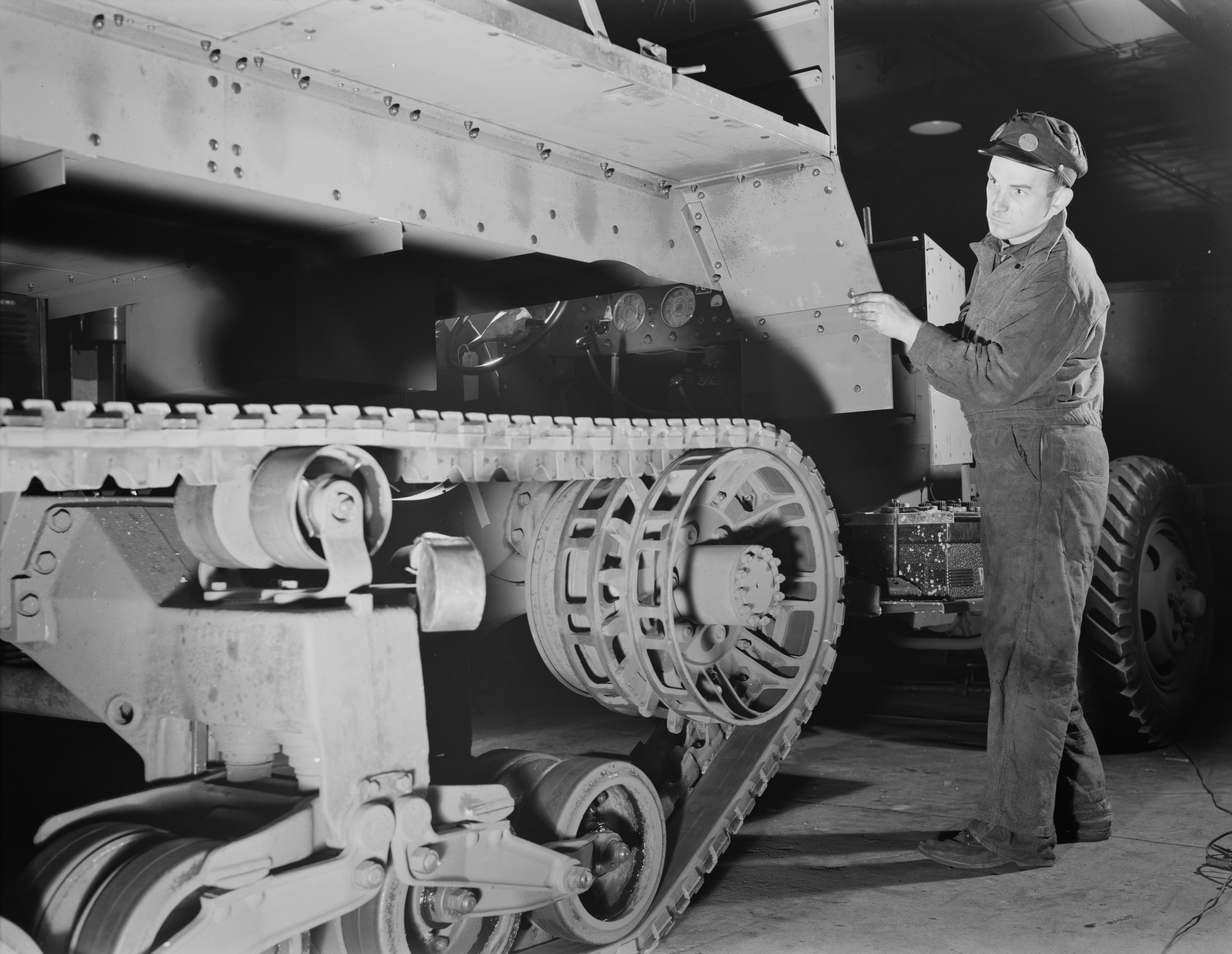
Корпус розвідувальної бойової машини, виготовлений Diebold у 1941 р.
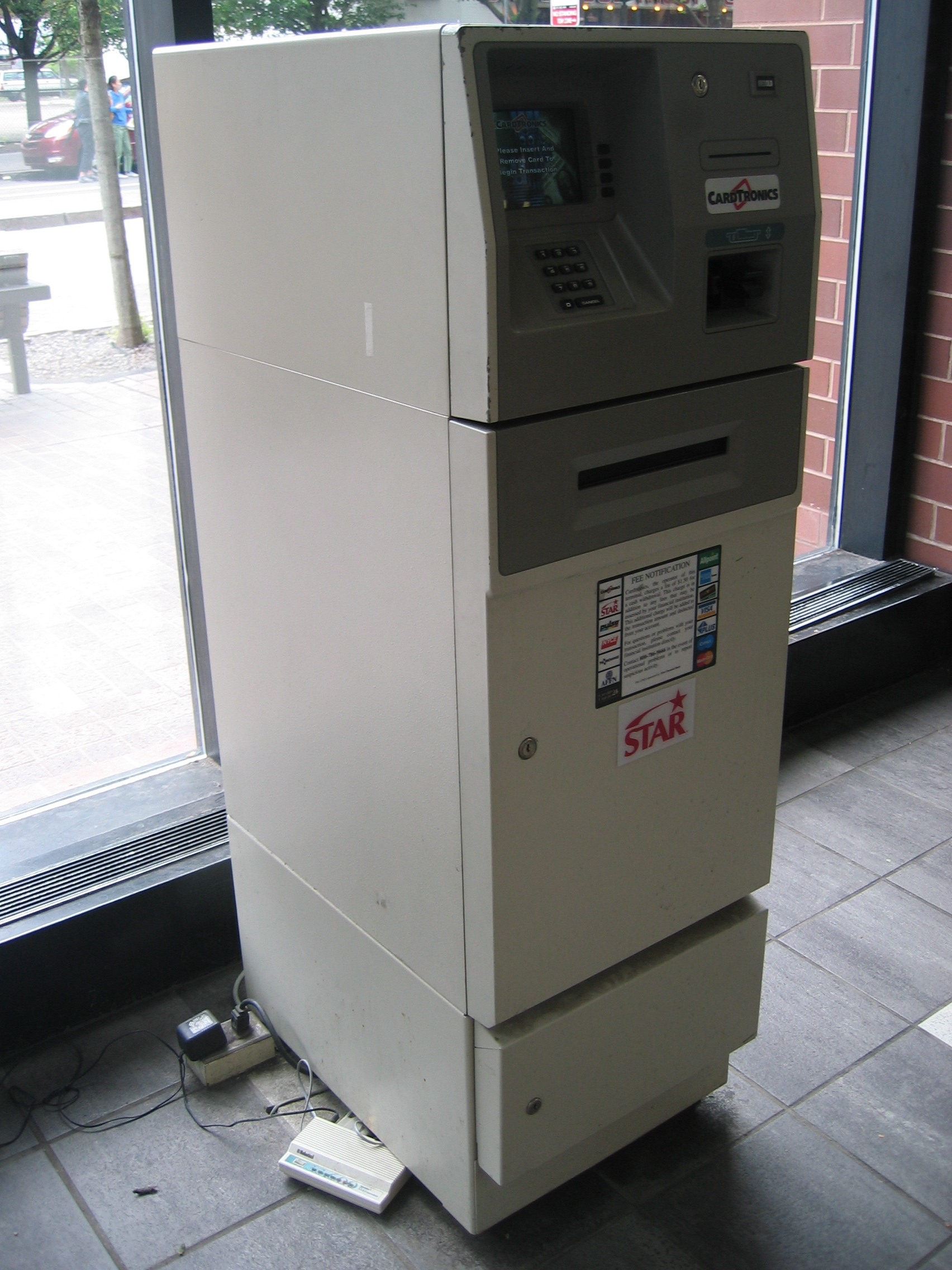
Банкомат 1063ix з dial-up модемом
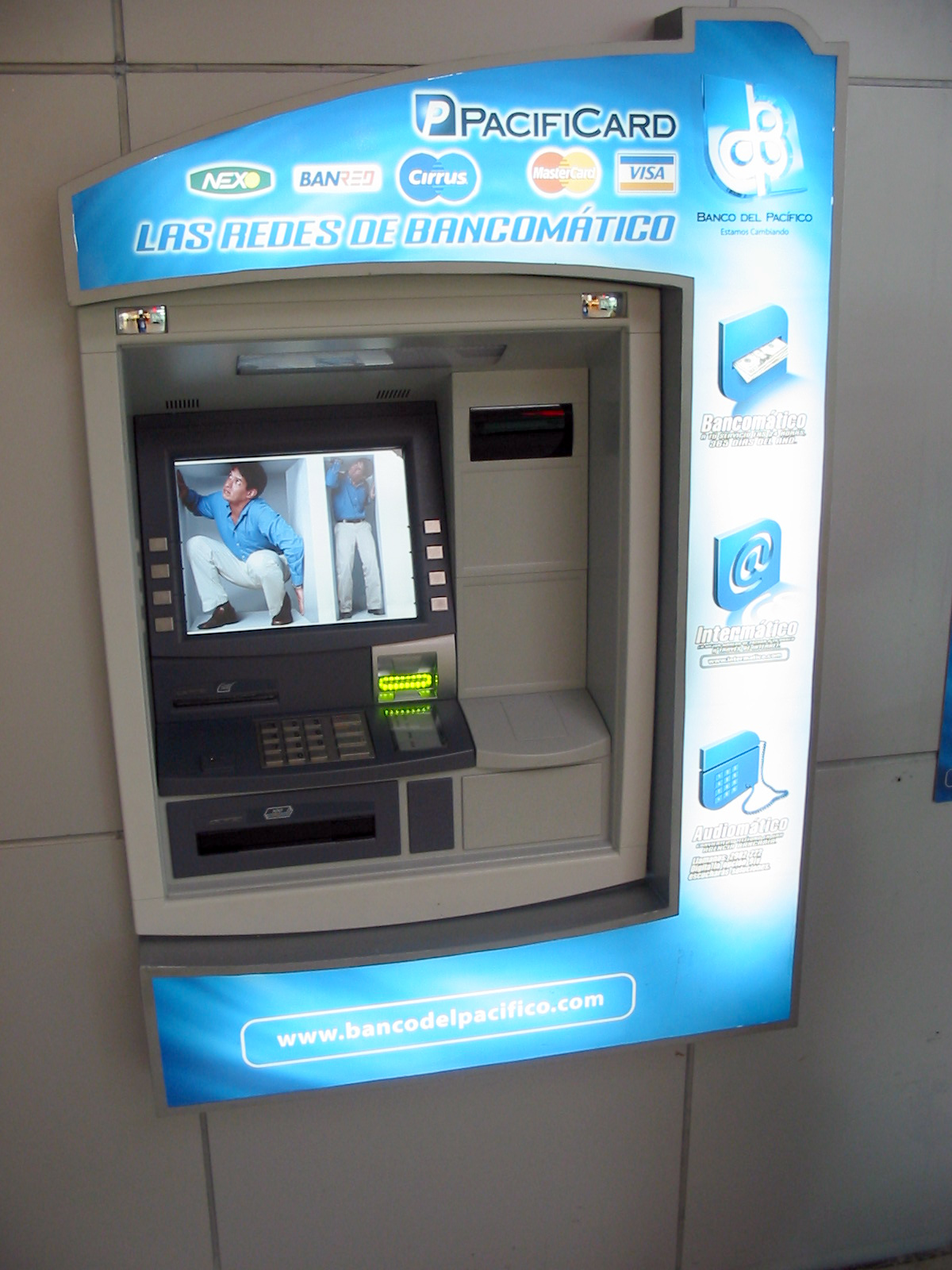
Банкомат Diebold Opteva 760, 2016 р.